# Alberto Tomba
Alberto Tomba (ur. 19 grudnia 1966 w San Lazzaro di Savena) – włoski narciarz alpejski, trzykrotny mistrz olimpijski,  dwukrotny mistrz świata oraz zdobywca Pucharu Świata. Jeden z najbardziej utytułowanych zawodników w historii tej dyscypliny.

## Kariera
Po raz pierwszy na arenie międzynarodowej Alberto Tomba pojawił się w 1983 roku, kiedy wystąpił na mistrzostwach świata juniorów w Sestriere, zajmując tam szesnaste miejsce w slalomie. W zawodach Pucharu Świata zadebiutował 16 grudnia 1985 roku w Madonna di Campiglio. Pierwsze punkty zdobył dwa miesiące później 23 lutego 1986 roku w Åre, zajmując szóste miejsce w slalomie. Dokonał tego, mimo iż do rywalizacji przystąpił z 62. numerem startowym. W sezonie 1985/1986 punktował jeszcze trzykrotnie, powtarzając wynik z Madonna di Campiglio 16 marca 1986 roku w Whistler, gdzie był szósty w supergigancie. W klasyfikacji generalnej zajął ostatecznie 51. miejsce.
Na początku sezonu 1986/1987, 14 grudnia 1986 roku w Alta Badia po raz pierwszy stanął na podium zawodów pucharowych. Zajął tam drugie miejsce w slalomie gigancie, przegrywając tylko ze swym rodakiem Richardem Pramottonem. Jeszcze sześciokrotnie plasował się w najlepszej dziesiątce, lecz nie stanął już na podium w tym sezonie. W klasyfikacji generalnej zajął piętnaste miejsce, a w klasyfikacji giganta zajął dziewiątą pozycję. W lutym 1987 roku wystartował na mistrzostwach świata w Crans-Montana, gdzie zdobył swój pierwszy medal na międzynarodowej imprezie. W gigancie stanął na najniższym stopniu podium, plasując się za Pirminem Zurbriggenem ze Szwajcarii oraz reprezentującym Luksemburg Markiem Girardellim. Był tam także czternasty w supergigancie, a rywalizacji w slalomie nie ukończył.
Pierwsze zwycięstwo w zawodach PŚ odniósł 27 listopada 1987 roku w Sestriere, gdzie był najlepszy w slalomie. W sezonie 1987/1988 jeszcze dziewięć razy stawał na podium, w tym ośmiokrotnie zwyciężał: 29 listopada w Sestriere, 13 grudnia w Alta Badia i 19 stycznia 1988 roku w Saas-Fee wygrywał giganta, a 16 grudnia w Madonna di Campiglio, 20 grudnia w Kranjskiej Gorze, 17 stycznia w Bad Kleinkirchheim, 19 marca w Åre i 22 marca 1988 roku w Oppdal był najlepszy w slalomie. W efekcie wywalczył pierwsze w karierze Małe Kryształowe Kule za zwycięstwa w klasyfikacjach slalomu oraz giganta. W klasyfikacji generalnej zajął jednak drugie miejsce za Zurbriggenem, który zgromadził 29 punktów więcej. Wystąpił na igrzyskach olimpijskich w Calgary w 1988 roku, zdobywając dwa złote medale. W gigancie osiągnął najlepszy czas pierwszego przejazdu oraz drugi czas drugiego przejazdu, co wystarczyło do zwycięstwa z przewagą ponad sekundy nad Austriakiem Hubertem Strolzem i ponad dwóch sekund nad Pirminem Zurbriggenem. Po pierwszym przejeździe slalomu zajmował trzecie miejsce, tracąc do prowadzącego Franka Wörndla z RFN 0,63 sekundy. W drugim przejeździe osiągnął drugi wynik, przegrywając tylko z Ingemarem Stenmarkiem ze Szwecji. Włoch uzyskał jednak najlepszy łączny czas i zwyciężył, wyprzedzając Franka Wörndla o 0,06 sekundy i Paula Frommelta z Liechtensteinu o 0,37 sekundy. Wystartował także w supergigancie, jednak nie ukończył zawodów.
W kolejnych dwóch sezonach łącznie odniósł cztery zwycięstwa w Pucharze Świata: 11 grudnia 1988 roku w Madonna di Campiglio, 29 listopada 1989 roku w Waterville Valley, 8 marca 1990 roku w Geilo oraz 12 marca 1990 roku w Sälen wygrywał zawody w slalomie. W sezonie 1988/1989 był trzeci w klasyfikacji generalnej, za Girardellim i Zurbriggenem, a rok później zajął dziewiąte miejsce. W obu sezonach zajmował przy tym drugie miejsce w klasyfikacji slalomu, ulegając tylko Arminowi Bittnerowi z RFN. W 1989 roku wziął także udział mistrzostwach świata w Vail, zajmując szóste miejsce w supergigancie i siódme w slalomie gigancie.
Bez medalu wrócił również z rozgrywanych w 1991 roku mistrzostw świata w Saalbach-Hinterglemm. Zajął tam czwarte miejsce w slalomie, przegrywając walkę o medal z Norwegiem Ole Kristianem Furusethem o 0,24 sekundy. Startował także w gigancie, jednak nie zdołał ukończyć zawodów. W zawodach pucharowych dziewięciokrotnie stawał na podium, przy czym sześć razy na najwyższym stopniu: 11 grudnia w Sestriere był najlepszy w slalomie, a 16 grudnia w Alta Badia, 21 grudnia w Kranjskiej Gorze, 1 marca w Lillehammer, 9 marca w Aspen i 21 marca 1991 roku w Waterville Valley wygrywał giganta. Dało mu to zwycięstwo w klasyfikacji giganta oraz drugie miejsce w klasyfikacji generalnej sezonu 1990/1991, w której lepszy o 20 punktów był Marc Girardelli.
Drugie miejsce w klasyfikacji generalnej zajął także w sezonie 1991/1992, tym razem plasując się za Paulem Accolą ze Szwajcarii. Na podium stanął aż piętnaście razy, co pozostało najlepszym wynikiem w jego karierze. Jednocześnie wygrał dziewięć zawodów: gigant i slalom w dniach 23-24 listopada w Park City, slalom 10 grudnia w Sestriere, gigant 15 grudnia w Alta Badia, slalomy 5 stycznia w Kranjskiej Gorze, 19 stycznia w Kitzbühel i 26 stycznia w Wengen oraz giganta i slalom w dniach 20-22 marca 1992 roku w Crans-Montana. Dało mu to zwycięstwo w klasyfikacji slalomu oraz drugie z rzędu zwycięstwo w klasyfikacji giganta. Sukcesy osiągnął także na rozgrywanych w lutym 1992 roku igrzyskach olimpijskich w Albertville. W gigancie zwyciężył w obu przejazdach, sięgając po złoty medal z przewagą 0,32 sekundy nad Markiem Girardellim i 0,84 sekundy nad Kjetilem André Aamodtem z Norwegii. Został tym samym pierwszym w historii alpejczykiem, który obronił tytuł mistrza olimpijskiego. Był też pierwszym zawodnikiem, który zdobył dwukrotnie złoty medal olimpijski w tej samej konkurencji. Po pierwszym przejeździe rozgrywanego cztery dni później slalomu Tomba zajmował szóste miejsce. W drugim przejeździe osiągnął najlepszy wynik, jako jedyny schodząc poniżej 52 sekund, co pozwoliło mu przesunąć się na drugie miejsce i wywalczyć srebrny medal. Na podium rozdzielił Norwega Finna Christiana Jagge i Michaela Tritschera z Austrii. Do zwycięstwa Włochowi zabrakło 0,28 sekundy.
Z mistrzostw świata w Morioce w 1993 roku wrócił jednak bez medalu. Z powodu grypy wycofał się ze startu w gigancie, a rozgrywanego trzy dni później slalomu nie ukończył. W zawodach PŚ wielokrotnie stawał na podium, choć tylko raz zwyciężył, wygrywając slalom 9 stycznia 1993 roku w Garmisch-Partenkirchen. Sezon 1992/1993 ukończył na piątej pozycji w klasyfikacji generalnej, tracąc do trzeciego zawodnika, Szwajcara Franza Heinzera zaledwie 11 punktów. Był także drugi za Norwegiem Kjetilem André Aamodtem w klasyfikacji giganta, a wśród slalomistów lepszy był tylko Szwed Thomas Fogdö.
Najważniejszym punktem sezonu 1993/1994 były igrzyska olimpijskie w Lillehammer. Po pierwszym przejeździe giganta Tomba zajmował trzynaste miejsce, tracąc do prowadzącego Austriaka Christiana Mayera 1,19 sekundy. Podczas drugiego przejazdu Włoch ominął jedną z bramek i nie ukończył zawodów. Pierwszy przejazd rozgrywanego parę dni później slalomu zakończył na dwunastej pozycji, ze stratą 1,84 sekundy do prowadzącego Thomasa Stangassingera z Austrii. W drugim przejeździe Tomba uzyskał zdecydowanie najlepszy czas i przesunął się na drugie miejsce, niwelując stratę do Austriaka do 0,15 sekund. Trzecie miejsce w tych zawodach zajął Słoweniec Jure Košir, który był wolniejszy od Tomby o 0,36 sekundy. Podobnie jak pięć lat wcześniej w klasyfikacji generalnej Pucharu Świata zajął trzecie miejsce, tym razem ulegając Aamodtowi i Girardellemu. W sezonie 1993/1994 osiem razy stawał na podium, w tym odniósł cztery zwycięstwa: 5 grudnia w Stoneham, 14 grudnia w Sestriere, 30 stycznia w Chamonix i 6 lutego 1994 roku w Garmisch-Partenkirchen wygrywał slalomy. Wyniki te dały mu trzecie w karierze zwycięstwo w klasyfikacji slalomu.

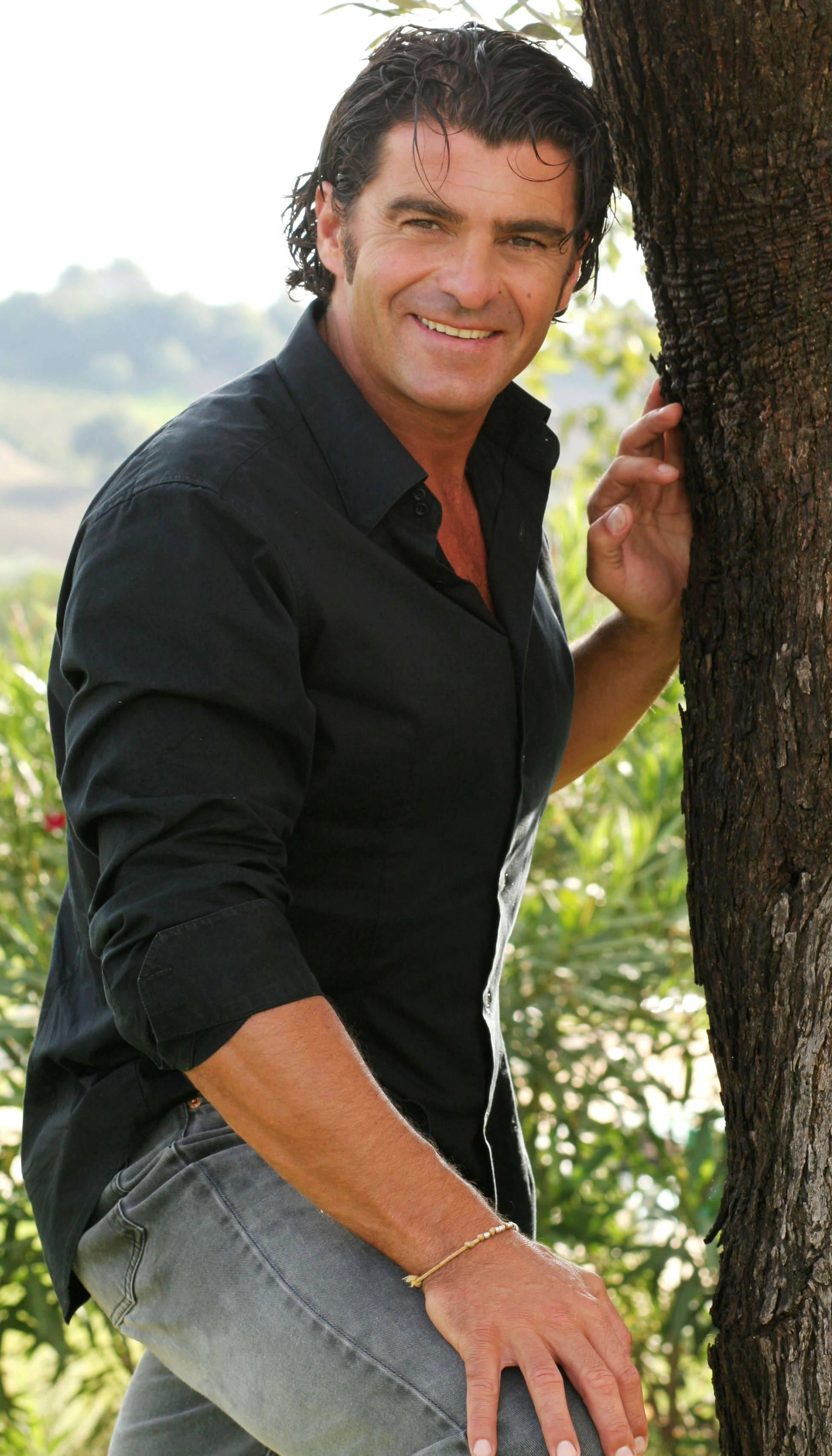
Tomba w 2006 roku

Najlepsze wyniki w zawodach pucharowych osiągnął w sezonie 1994/1995, kiedy wywalczył Kryształową Kulę za zwycięstwo w klasyfikacji generalnej. Na podium nie stawał tak często jak w sezonie 1991/1992, jednak tym razem na podium stawał tylko na najwyższym stopniu. Odniósł w sumie jedenaście zwycięstw: 4 grudnia w Tignes, 12 grudnia w Sestriere, 20 i 21 grudnia w Lech, 8 stycznia w Garmisch-Partenkirchen, 15 stycznia w Kitzbühel i 22 stycznia 1995 roku w Wengen był najlepszy w slalomie, a 22 grudnia w Alta Badia, 6 stycznia w Kranjskiej Gorze, 4 lutego w Adelboden i 18 marca w Bormio wygrywał giganta. Pozwoliło mu to zdobyć czwarte w karierze Małe Kryształowe Kule za zwycięstwa w klasyfikacjach obu tych konkurencji. Było to pierwsze zwycięstwo włoskiego alpejczyka w klasyfikacji generalnej PŚ od czasu, kiedy Gustav Thöni triumfował sezonie 1974/1975. W 1995 roku Tomba został także drugim alpejczykiem w historii, który wygrywał co najmniej jedne zawody Pucharu Świata na sezon przez dziesięć lat z rzędu.
Kolejne zwycięstwa odnosił w sezonie 1995/1996. Triumfował wtedy trzykrotnie: 19 grudnia w Madonna di Campiglio, 22 grudnia w Kranjskiej Gorze i 7 stycznia 1996 roku we Flachau był najlepszy w slalomie. W klasyfikacji końcowej tej konkurencji zajął drugie miejsce, przegrywając tylko z Francuzem Sébastienem Amiezem. W klasyfikacji generalnej zajął jednak piątą pozycję. W lutym 1996 roku wystąpił na mistrzostwach świata w Sierra Nevada, gdzie zdobył między innymi pierwszy w karierze tytuł mistrza świata. Sukces ten osiągnął w slalomie gigancie, zwyciężając z przewagą 0,44 s nad Szwajcarem Ursem Kälinem i 0,82 s nad jego rodakiem, Michaelem von Grünigenem. Tomba wygrał także rozgrywany dwa dni później slalom, wyprzedzając bezpośrednio Austriaka Mario Reitera i Michaela von Grünigena.
W dwóch kolejnych sezonach łącznie siedem razy stawał na podium, zwyciężając trzykrotnie: 30 stycznia 1997 roku i 8 stycznia 1998 roku w Schladming oraz 15 marca 1998 roku w Crans-Montana był najlepszy w slalomie. Zwycięstwo w Crans-Montana było jego ostatnim występem w zawodach Pucharu Świata. W klasyfikacji generalnej obu sezonów plasował się poza czołową dziesiątką, zajmując 25. miejsce w sezonie 1996/1997 i czternaste w sezonie 1997/1998. Nie stawał także na podium klasyfikacji końcowych poszczególnych konkurencji, najlepszy wynik osiągając w slalomie sezonu 1996/1997, kiedy był piąty. Ostatni medal w karierze zdobył na mistrzostwach świata w Sestriere w 1997 roku, gdzie był trzeci w slalomie. W zawodach tych lepsi okazali się jedynie Norweg Tom Stiansen oraz Sébastien Amiez z Francji. Tomba brał także udział w igrzyskach olimpijskich w Nagano w 1998 roku, jednak nie zdobył medali. Startował tam w slalomie i gigancie, jednak rywalizacji w żadnej z tych konkurencji nie ukończył. W 1998 roku zakończył karierę.
Odniósł łącznie 50 zwycięstw w zawodach Pucharu Świata, co w chwili zakończenia kariery plasowało go na drugim miejscu w klasyfikacji wszech czasów, za Ingemarem Stenmarkiem; potem wyprzedzili go jeszcze Austriacy Hermann Maier i Marcel Hirscher. Ponadto 88 razy stawał na podium, co w klasyfikacji wszech czasów daje mu szóste miejsce. Ośmiokrotnie zdobywał mistrzostwo Włoch: w slalomie w latach 1988, 1990, 1991, 1993 i 1994 oraz w gigancie w latach: 1990, 1991 i 1992. W 1988, 1992 i 1996 latach otrzymywał nagrodę Skieur d’Or, przyznawaną przez Międzynarodowe Stowarzyszenie Dziennikarzy Narciarskich. Za swe osiągnięcia w 1992 roku otrzymał także Wojskowy Krzyż Zasługi. Podczas igrzysk w Albertville w 1992 roku był chorążym reprezentacji Włoch, a podczas ceremonii otwarcia Zimowych Igrzysk Olimpijskich 2006 w Turynie wniósł ogień olimpijski na stadion.
Dziesięć lat po zakończeniu kariery, w 2008 roku, wydał autobiografię pt. „Pierwszy i drugi przejazd”.

## Osiągnięcia

### Igrzyska olimpijskie
| Miejsce | Dzień     | Rok  | Miejscowość | Konkurencja | Czas biegu | Strata | Zwycięzca            |
| ------- | --------- | ---- | ----------- | ----------- | ---------- | ------ | -------------------- |
| DNF     | 21 lutego | 1988 | Calgary     | Supergigant | 1:39,66    | –      | Franck Piccard       |
| 1.      | 25 lutego | 1988 | Calgary     | Gigant      | 2:06,37    | –      | –                    |
| 1.      | 27 lutego | 1988 | Calgary     | Slalom      | 1:39,47    | –      | –                    |
| 1.      | 18 lutego | 1992 | Albertville | Gigant      | 2:06,98    | –      | –                    |
| 2.      | 22 lutego | 1992 | Albertville | Slalom      | 1:44,39    | +0,28  | Finn Christian Jagge |
| DNF     | 23 lutego | 1994 | Lillehammer | Gigant      | 2:52,46    | –      | Markus Wasmeier      |
| 2.      | 27 lutego | 1994 | Lillehammer | Slalom      | 2:02,02    | +0,15  | Thomas Stangassinger |
| DNF     | 19 lutego | 1998 | Nagano      | Gigant      | 2:38,51    | –      | Hermann Maier        |
| DNF     | 21 lutego | 1998 | Nagano      | Slalom      | 1:49,31    | –      | Hans Petter Buraas   |

### Mistrzostwa świata
| Miejsce | Dzień       | Rok  | Miejscowość   | Konkurencja | Czas biegu | Strata | Zwycięzca            |
| ------- | ----------- | ---- | ------------- | ----------- | ---------- | ------ | -------------------- |
| 14.     | 2 lutego    | 1987 | Crans-Montana | Supergigant | 1:19,93    | +2,98  | Pirmin Zurbriggen    |
| 3.      | 4 lutego    | 1987 | Crans-Montana | Gigant      | 2:32,38    | +0,75  | Pirmin Zurbriggen    |
| DNF1    | 8 lutego    | 1987 | Crans-Montana | Slalom      | 1:54,63    | –      | Frank Wörndl         |
| 6.      | 8 lutego    | 1989 | Vail          | Supergigant | 1:38,81    | +0,92  | Martin Hangl         |
| 7.      | 9 lutego    | 1989 | Vail          | Gigant      | 2:37,66    | +2,45  | Rudolf Nierlich      |
| DNF1    | 12 lutego   | 1989 | Vail          | Slalom      | 2:02,85    | –      | Rudolf Nierlich      |
| 4.      | 22 stycznia | 1991 | Saalbach      | Slalom      | 1:55,38    | +0,86  | Marc Girardelli      |
| DNF2    | 3 lutego    | 1991 | Saalbach      | Gigant      | 2:29,94    | –      | Rudolf Nierlich      |
| DNS1    | 10 lutego   | 1993 | Morioka       | Gigant      | 2:15,36    | –      | Kjetil André Aamodt  |
| DSQ1    | 13 lutego   | 1993 | Morioka       | Slalom      | 1:40,33    | –      | Kjetil André Aamodt  |
| 1.      | 23 lutego   | 1996 | Sierra Nevada | Gigant      | 1:58,63    | –      | –                    |
| 1.      | 25 lutego   | 1996 | Sierra Nevada | Slalom      | 1:42,26    | –      | –                    |
| DNF     | 12 lutego   | 1997 | Sestriere     | Gigant      | 2:48,23    | –      | Michael von Grünigen |
| 3.      | 15 lutego   | 1997 | Sestriere     | Slalom      | 1:51,70    | +0,44  | Tom Stiansen         |

### Mistrzostwa świata juniorów
| Miejsce | Dzień     | Rok  | Miejscowość | Konkurencja | Czas biegu | Strata | Zwycięzca    |
| ------- | --------- | ---- | ----------- | ----------- | ---------- | ------ | ------------ |
| 16.     | 4 lutego  | 1983 | Sestriere   | Slalom      | 1:36,81    | +5,07  | Rok Petrovič |
| 4.      | 20 lutego | 1984 | Sugarloaf   | Slalom      | 1:55,21    | +2,17  | Atsushi Itō  |

### Puchar Świata

#### Miejsca w klasyfikacji generalnej
- sezon 1985/1986: 51.
- sezon 1986/1987: 15.
- sezon 1987/1988: 2.
- sezon 1988/1989: 3.
- sezon 1989/1990: 9.
- sezon 1990/1991: 2.
- sezon 1991/1992: 2.
- sezon 1992/1993: 5.
- sezon 1993/1994: 3.
- sezon 1994/1995: 1.
- sezon 1995/1996: 5.
- sezon 1996/1997: 25.
- sezon 1997/1998: 14.

#### Zwycięstwa w zawodach
1. Sestriere – 27 listopada 1987 (slalom)
2. Sestriere – 29 listopada 1987 (gigant)
3. Alta Badia – 13 grudnia 1987 (gigant)
4. Madonna di Campiglio – 16 grudnia 1987 (slalom)
5. Kranjska Gora – 20 grudnia 1987 (slalom)
6. Bad Kleinkirchheim – 17 stycznia 1988 (slalom)
7. Saas-Fee – 19 stycznia 1988 (gigant)
8. Åre – 19 marca 1988 (slalom)
9. Oppdal – 22 marca 1988 (slalom)
10. Madonna di Campiglio – 11 grudnia 1988 (slalom)
11. Waterville Valley – 29 listopada 1989 (slalom)
12. Geilo – 8 marca 1990 (slalom)
13. Sälen – 12 marca 1990 (slalom)
14. Sestriere – 11 grudnia 1990 (slalom)
15. Alta Badia – 16 grudnia 1990 (gigant)
16. Kranjska Gora – 21 grudnia 1990 (gigant)
17. Lillehammer – 1 marca 1991 (gigant)
18. Aspen – 9 marca 1991 (gigant)
19. Waterville Valley – 21 marca 1991 (gigant)
20. Park City – 23 listopada 1991 (gigant)
21. Park City – 24 listopada 1991 (slalom)
22. Sestriere – 10 grudnia 1991 (slalom)
23. Alta Badia – 15 grudnia 1991 (gigant)
24. Kranjska Gora – 5 stycznia 1992 (slalom)
25. Kitzbühel – 19 stycznia 1992 (slalom)
26. Wengen – 26 stycznia 1992 (slalom)
27. Crans-Montana – 20 marca 1992 (gigant)
28. Crans-Montana – 22 marca 1992 (slalom)
29. Garmisch-Partenkirchen – 9 stycznia 1993 (slalom)
30. Stoneham – 5 grudnia 1993 (slalom)
31. Sestriere – 14 grudnia 1993 (slalom)
32. Chamonix – 30 stycznia 1994 (slalom)
33. Garmisch-Partenkirchen – 6 lutego 1994 (slalom)
34. Tignes – 4 grudnia 1994 (slalom)
35. Sestriere – 12 grudnia 1994 (slalom)
36. Lech – 20 grudnia 1994 (slalom)
37. Lech – 21 grudnia 1994 (slalom)
38. Alta Badia – 22 grudnia 1994 (gigant)
39. Kranjska Gora – 6 stycznia 1995 (gigant)
40. Garmisch-Partenkirchen – 8 stycznia 1995 (slalom)
41. Kitzbühel – 15 stycznia 1995 (slalom)
42. Wengen – 22 stycznia 1995 (slalom)
43. Adelboden – 4 lutego 1995 (gigant)
44. Bormio – 18 marca 1995 (gigant)
45. Madonna di Campiglio – 19 grudnia 1995 (slalom)
46. Kranjska Gora – 22 grudnia 1995 (slalom)
47. Flachau – 7 stycznia 1996 (slalom)
48. Schladming – 30 stycznia 1997 (slalom)
49. Schladming – 8 stycznia 1998 (slalom)
50. Crans-Montana – 15 marca 1998 (slalom)

#### Pozostałe miejsca na podium
1. Alta Badia – 14 grudnia 1986 (gigant) – 2. miejsce
2. Lienz – 12 stycznia 1988 (slalom) – 2. miejsce
3. Kranjska Gora – 17 grudnia 1988 (slalom) – 3. miejsce
4. Kirchberg – 10 stycznia 1989 (gigant) – 3. miejsce
5. Kitzbühel – 15 stycznia 1989 (slalom) – 2. miejsce
6. Adelboden – 17 stycznia 1989 (gigant) – 3. miejsce
7. Wengen – 22 stycznia 1989 (slalom) – 2. miejsce
8. Furano – 5 marca 1989 (slalom) – 2. miejsce
9. Veysonnaz – 4 marca 1990 (slalom) – 2. miejsce
10. Mt. Hutt – 8 sierpnia 1990 (slalom) – 3. miejsce
11. Adelboden – 15 stycznia 1991 (gigant) – 2. miejsce
12. Waterville Valley – 23 marca 1991 (slalom) – 2. miejsce
13. Breckenridge – 29 listopada 1991 (gigant) – 2. miejsce
14. Breckenridge – 30 listopada 1991 (slalom) – 2. miejsce
15. Madonna di Campiglio – 17 grudnia 1991 (slalom) – 2. miejsce
16. Kranjska Gora – 4 stycznia 1992 (gigant) – 3. miejsce
17. Garmisch-Partenkirchen – 13 stycznia 1992 (slalom) – 3. miejsce
18. Saint-Gervais – 2 lutego 1992 (gigant) – 2. miejsce
19. Sestriere – 28 listopada 1992 (gigant) – 2. miejsce
20. Alta Badia – 13 grudnia 1992 (gigant) – 3. miejsce
21. Madonna di Campiglio – 15 grudnia 1992 (slalom) – 2. miejsce
22. Kranjska Gora – 19 grudnia 1992 (slalom) – 2. miejsce
23. Lech – 17 stycznia 1993 (slalom) – 3. miejsce
24. Veysonnaz – 19 stycznia 1993 (gigant) – 2. miejsce
25. Veysonnaz – 24 stycznia 1993 (slalom) – 2. miejsce
26. Åre – 27 marca 1993 (gigant) – 2. miejsce
27. Park City – 27 listopada 1993 (gigant) – 2. miejsce
28. Alta Badia – 19 grudnia 1993 (gigant) – 2. miejsce
29. Madonna di Campiglio – 20 grudnia 1993 (slalom) – 2. miejsce
30. Kitzbühel – 16 stycznia 1994 (slalom) – 3. miejsce
31. Vail – 19 listopada 1995 (slalom) – 3. miejsce
32. Alta Badia – 17 grudnia 1995 (gigant) – 3. miejsce
33. Flachau – 6 stycznia 1995 (gigant) – 2. miejsce
34. Kitzbühel – 14 stycznia 1996 (slalom) – 2. miejsce
35. Madonna di Campiglio – 17 grudnia 1996 (slalom) – 2. miejsce
36. Kitzbühel – 26 stycznia 1997 (slalom) – 2. miejsce
37. Vail – 15 marca 1997 (slalom) – 3. miejsce
38. Saalbach-Hinterglemm – 6 stycznia 1998 (gigant) – 2. miejsce